# クルタレ
クルタレ (꿀타래/kkultarae、「蜂蜜の綛（かせ）」の意)は、韓国・朝鮮半島の伝統的な飴菓子として販売されている 中国菓子 龍のひげ飴（龍鬚糖）の変形である。蜂蜜と麦芽糖を混ぜた硬い生地をこね、ねじり伸ばし、絹糸のような綛（かせ）を作り、その中にナッツ類やチョコレートなどの具を包んで食す。ヨンスヨム（龍の髭/용수염）とも呼ばれる。

## 概要
練り飴の一種である。蜂蜜、麦芽、トウモロコシの粉を原料にした白い糸状のものを1万本以上束ねそれにゴマ、クルミ、松の実、落花生、アーモンド、きな粉などをくるんで繭のような形にする。サクサクとした食感が特徴的である。

## 調理法
- 蜂蜜と麦芽の粉を混ぜ合わせたものを8日間熟成させる。
- 熟成させた硬い塊の真ん中に穴をあけてドーナツ状にする。その輪を両手で引き伸ばして2本の紐状にする。
- トウモロコシの粉をまぶしながら輪をねじると4本のひも状になる。この動作を繰り返すとひもがだんだんと細くなり、最終的には16,384本（=214）もの細い糸状になる。
- この糸状のものに前述のゴマ、クルミなどをくるんで繭状にして完成する。

特に塊に穴をあけてから16,384本の糸状にするまでの過程はソウル市内の仁寺洞や明洞などの屋台で実演されていることが多く、1-2分ほどで完結するその様は職人芸とも呼べるものである。中には外国人観光客を相手に英語や中国語、日本語などでこのパフォーマンスを行っている店もある。

## 販売箇所
前述の仁寺洞、明洞などの他、観光地の土産物店や空港などでも販売されている。
日本国内では、東京都新宿区のJR山手線新大久保駅周辺にあるコリア・タウンの一部の店舗で、「500年前に朝鮮の王様が食べたお菓子」と、あたかも朝鮮半島が起源であるかのような誤解を招く口上で実演販売が行われていることがある。

## その他
- 調理後ないし購入後は早めに食べることが望ましいとされるが、冷凍庫に入れて凍らせてから食べることもできる。この場合は、そのまま食べる場合とは違った食感を楽しむことができる。